# Baselice
Baselice es una localidad y comune italiana de 2.641 habitantes, ubicada en la provincia de Benevento (una de las cinco provincias de la región de Campania). 

## Demografía
| Gráfica de evolución demográfica de Baselice entre 1861 y 2001 |
|                                                                |
| Fuente ISTAT - elaboración gráfica de Wikipedia                |